# Idea (ninfa)
Idea  (in greco antico: Ἰδαία?, Idaía) è un personaggio della mitologia greca. È una Ninfa del Monte Ida.

## Genealogia
Sposò il potamòs Scamandro e divenne madre di Teucro.

## Mitologia
Suo figlio Teucro fu il primo regnante nella terra dove in seguito sorse la città di Troia.
Questo personaggio può essere confuso con l'omonima Idea che fu la sposa di Fineo.